# Louis Jacob (poète)
Louis Jacob est romancier et un poète québécois né à Trois-Rivières en 1954. Il étudie l’Université du Québec à Trois-Rivières (UQTR) où il obtient une maîtrise en littérature. Il a publié trois romans et six recueils de poésie. Il participe à plusieurs revues littéraires québécoises et il est publié dans de nombreuses anthologies de poésie québécoise. Il conçoit et organise des spectacles de poésie, avec la participation du groupe de comédiens et musiciens 4K dont le poète Gilles Devault fait partie et il a participé à la réalisation des deux disques compact Ouï-dire  avec ce même groupe.

## Biographie
Louis Jacob fait ses humanités au Séminaire Saint-Joseph de Trois-Rivières. Au niveau collégial (collège Lafèche), avec le poète Bernard Pozier, il rêve d’écrire comme Jim Morrison, le chanteur du groupe américain The Doors. Pendant ses études, pour gagner sa vie, il est aide-arpenteur, opérateur de chemins de fer.
Il entre à l’Université du Québec à Trois-Rivières (UQTR) où il fait d’abord un baccalauréat, puis une maîtrise en littérature avec pour mémoire Essai sur un polylogue. Sous l’impulsion de leur professeur et ami Gatien Lapointe qui les invite à l’écriture collective, Bernard Pozier, Yves Boisvert (poète) et Louis Jacob produisent au moins deux œuvres importantes ensemble. Le premier texte, Manifeste jet-usage-résidu (1977) rejette tout embrigadement idéologique… Le second, le ¿Tilt !, manifestes 1977-1980, présenté par chapitre entre les années mentionnées dans le titre et rejette la poésie du territoire et suscite l’admiration de leur ami Gatien Lapointe qui déclare au quotidien Le Nouvelliste en 1980 : « Je n’aurais publié que les 7 chapitres de "¿TILT !", par exemple, que déjà je serais heureux et que déjà Les Écrits des Forges auraient justifié leur existence. Jacob publie avec Pozier une autre œuvre collective : Double Tram, avec trois dessins d’André Jacob.
À sa sortie de l’université, Louis Jacob enseigne la littérature au Cégep de Trois-Rivières. Il collabore aux revues culturelles Atelier et Hobo-Québec (journal contre-culturel d’écriture et d’image) et il participe à de nombreuses nuits de la poésie ainsi qu’à des émissions littéraires au poste CFCQ-FM, 93,9 à Trois-Rivières.
Lors de la première édition du Festival international de la poésie de Trois-Rivières, l’Atelier de productions littéraires de la Mauricie offre sa contribution à cet événement en publiant Anthologie 1965-1985 des poètes de la Mauricie dans laquelle figure déjà Louis Jacob.
En 1993, il conçoit, écrit les textes et fait la mise en scène du spectacle "La Mer-Histoire", à la piscine du Cégep de Trois-Rivières, spectacle qui a lieu en octobre, avec la participation, entre autres, de l’artiste d’eau Martial Després.
En dehors de son enseignement, Louis Jacob fait la conception de spectacles où poésie, musique, photographies, illustrations, dessins se marient. Il s’est produit plusieurs fois au café-bar littéraire Le Zénob, endroit où il s’est aussi produit avec son groupe 4K. Ce groupe se compose d’André Jacob à la composition, aux claviers et au concept, de Louis Jacob au concept général et aux textes, d’Isabelle Lefebvre au violon, à la voix et à la composition et enfin de Gilles Devault, dit « le récitant ». 4K a déjà à son actif deux disques compact intitulés Ouïe-dire, dont les textes proviennent du livre du même nom. Le guitariste Jean-François Champoux s’est joint à  4K pour le deuxième disque.
Louis Jacob s’associe par ailleurs avec des artistes peintres et des photographes comme Serge Mongrain dans son œuvre littéraire.
Il est membre de l’Union des écrivaines et écrivains québécois.
Il a été six fois boursier du Ministère des Affaires culturelles du Québec pour le soutien à la création.

## Honneurs
- 1991 : prix Gérald Godin pour son roman Les temps qui courent, paru à l’Hexagone en 1990.

## Publications

### Poésie
- 1977 : Avant-serrure, auteur(s): Jacob, Louis, Trois-Rivières : Écrits des forges, « collection Les Rouges-gorges »1977, 62 p., 18 cm, note(s) : préface de Bernard Pozier.
- 1984 : Sur le fond de l'air, auteur(s): Jacob, Louis, Trois-Rivières : Les Écrits des forges, « collection Les Rouges-gorges ». 1984, 59 p., 18 cm,  (ISBN 2890460606)
- 1987 : Des noirceurs du corps, auteur(s): Jacob, Louis, Trois-Rivières : Écrits des Forges, « collection Les Rouges-gorges », 1987, 82 p., 18 cm,  (ISBN 2890461130)
- 1997 : Ouï-dire, auteur(s): Jacob, Louis, Trois-Rivières : Écrits des Forges et Productions 4K, 91 p. ; 21 cm, note(s) : Ouï-dire est présenté en spectacle avec le groupe 4K depuis plusieurs années,  (ISBN 2-89046-434-2)
- 2009 : Las negruras del cuerpo = Des noirceurs du corps  auteur(s): Jacob, Louis, traduction de Gabriel Martín, Tlaquepaque (México) : Mantis Editores ; Trois-Rivières : Écrits des Forges, « Colección Terredades » et « Colección Terredades », 2009, 77 p. ; 21 cm, Notes:  (ISBN 978-2-89645-135-7) (Écrits des Forges),  (ISBN 978-607-00-1480-2) (Mantis)

### Romans
- 1987 : Les trains d'exils, Bonenfant, Réjean et Louis Jacob ; Montréal : Hexagone, « collection Fictions » 1987, 198 p., 18 cm,  (ISBN 2890062619)
- 1990 : Les trains d'exils, Bonenfant, Réjean et Louis Jacob ; Montréal : Hexagone, « collection Typo » 1990, 220 p. ; 18 cm, note(s) : postface de Louise Blouin,  (ISBN 2892950481)
- 1990 : Les Temps qui courent, auteur(s): Jacob, Louis, Montréal : Hexagone, « collection Fictions », 1990, 143 p. ; 23 cm, note(s) : Prix de littérature Gérald-Godin en 1991,  (ISBN 2890063666)
- 1993 : La vie qui penche, auteur(s): Jacob, Louis, Montréal : Hexagone, « collection Fictions », 1993, 168 p. ; 23 cm,  (ISBN 2-89006-487-5)

### Collaboration
- 1981 : L'image titre, auteur(s): Jacob, Louis, photographies de Serge Mongrain, dessins d’André́ Jacob, Trois-Rivières: Sextant, 1981, 102 p. : ill. ; 24 cm, note(s) : édition limitée à 300 exemplaires numérotés,  (ISBN 2920260073).
- 1979 : Double Tram, (récit poétique), auteur(s) : Pozier, Bernard, et Louis Jacob, avec trois dessins de André Jacob, Trois-Rivières : Écrits des Forges, « collection Les Rivières », 1979, 76 p., 18 cm, ill., note(s) illustration d’André Jacob.
- 2005 : Voyager léger, Beaudoin, Aline (images), textes de Jacob, Louis, 2005, Trois-Rivières : édition Aline Beaudoin, 1 portefeuille (5 f. doubles) ; 29 cm, note(s) : édition limitée à 10 exemplaires numérotés et signés par l'artiste et l'écrivain, dont 5 ex. hors commerce, coffret de Francine Turcotte,  (ISBN 2-921635-47-X)

### Manifestes
- 1977 : Manifeste jet-usage-résidu, auteur(s): Pozier, Bernard, Yves Boisvert et Louis Jacob, Trois-Rivières : Écrits des Forges, « collection Les rouges-gorges », 1977, 76 p., ill. ; 18cm.
- 1977-1980 : ¿Tilt !  (manifeste), paru par chapitre de 1977 à 1980, auteur(s) : Pozier, Bernard, Yves Boisvert et Louis Jacob, Trois-Rivières : Écrits des Forges, et L'Orange bleue ; Esch-sur-Alzette : Éd. Phi (Luxembourg) ; Amay : Éd. Arbre à paroles (Belgique) ; La Réunion : Éd. Grand Océan (océan Indien ; 1978, 274 p.,), 274 p.: ill., 18 cm, 2002,  (ISBN 2-89046-712-0) (Écrits des forges),  (ISBN 2-87962-147-X)  (Phi)

### Disque compact
- 1997 : Ouï-dire (groupe 4K), Trois-Rivières : Productions 4K et Les Écrits des Forges, 1997, 1 disque numérique, 12 cm, note(s) : comprend des pièces dont les textes sont publiés aux Écrits des Forges dans le livre Ouï-dire de Louis Jacob et qui sont accompagnées par les musiciens de 4K,  (ISBN 2-89046-437-7). Il y a 16 pièces et il faut cliquer sur "afficher" à droite, ci-dessous pour voir la liste des titres et leur durée.

- 2002 : Ouï-dire 2 (groupe 4K), Trois-Rivières : Productions 4K et Les Écrits des Forges, 2002, 1 disque numérique, 12 cm, note(s) : comprend des pièces dont les textes sont publiés aux Écrits des Forges dans le livre Ouï-dire de Louis Jacob; les musiciens cette fois sont André Jacob et le guitariste Jean-François Champoux ; une seule plage, durée : 54 minutes[9],  (ISBN 289046434-2)